# Gonzalo Rojas Pizarro
Gonzalo Rojas Pizarro (Lebu, 20 de desembre de 1916 - Santiago, 25 d'abril de 2011) va ser un poeta i professor xilè pertanyent a l'anomenada Generació del 38. Va ser guardonat amb el Premi Reina Sofia de Poesia Iberoamericana (1992), el Premi Nacional de Literatura de Xile (1992) i el Cervantes (2003).
Es va formar en dret i literatura a la Universitat de Xile i s’incorporà al grup surrealista Mandrágora. El 1948 va publicar La miseria del hombre, la seva primera obra. Després del cop d’estat de 1973 visqué a l’exili i impartí docència a universitats d’Alemanya, Estats Units i Veneçuela. La seva producció poètica inclou llibres com Oscuro (1977), Materia de testamento (1988) i Contra la muerte (1964).